# Каратобе (Карасайський район)
Каратобе́ (каз. Қаратөбе) — село у складі Карасайського району Алматинської області Казахстану. Входить до складу Єльтайського сільського округу.
У радянські часи село називалось Леніно.
Населення — 760 осіб (2021; 326 у 2009, 285 у 1999, 241 у 1989).